# Києво-Белзький шлях
Києво-Белзький шлях — назва давньої суходільної магістралі, що в 12–14 ст. сполучала стольний Київ з центром удільного Белзького князівства (нині м. Белз). Один із його маршрутів починався з Києва й ішов Білгородським гостинцем на Білгород, Ярополч (нині с. Яроповичі), Котельницю (нині с. Стара Котельня; обидва Андрушівського району Житомирської області), Колодяжин (Колодяжне), Полоний (нині м. Полонне), Городище (нині село Шепетівського району Хмельницької обл.), на Ізяслав, а звідти однією гілкою — через Шумськ, Крем'янець (Кременець), Пліснеськ, Олесько; другою — через Острог, Данилів, Дубен (Дубно), Перемиль — досягав Белза. Від Белза далі на захід вів шлях, що пролягав через перехід на Розточчя — городище Ворота (поблизу сучасного с. Вороблячин Яворівського району Львівської обл.) — до Ярослава, Ряшева (нині обидва міста в Польщі), а далі до Кракова, Праги (Чехія) і Регенсбурга (Баварія).